# 풍선 카테터 부비동 수술
풍선 카테터 부비동 수술은 2005년 10월에 미국의 Acclarent 사(社)를 통해 소개된 축농증(=부비동염, 부비강염) 기술이다. 실제 부비강염(축농증)으로 고생했던 회사의 공동 창업자이자 기술 개발자인 조쉬 마코워는 내시경을 이용하여 전두동(frontal sinuses)에 접근하여 뼈를 부수는 기존 수술이 복잡한 전두동의 해부학적 구조와 뇌와 근접하다는 위험성에 문제를 느껴 풍선 카테터 부비동 수술법을 직접 개발하였다. 동맥류와 같은 혈관질환에 도입된 Stent 수술법에 착안하여 개발된 이 수술은 막혀 있는 부비동에 자동으로 펼쳐지는 풍선을 넣어 공간을 넓혀주는 간단한 시술로서 기존 수술이 뼈를 제거하고 그 과정에서 많은 출혈이 일어났던 것과 달리 수술과정이 간편하고 고통이 적다. 수술이라기 보다는 시술에 가까운 최소침습적 방법으로 이미 10년 동안 수십만명의 환자에 의해 검증된 방법이다. 부작용이 거의 없고 시술 직후 금세 일상 생활에 복귀할 수 있다는 점에서 많은 환자들이 선호하고 있다.